# 박래철
박래철(한국 한자: 朴徠徹, 1977년 8월 20일 ~ )은 대한민국의 전 축구 선수이며, 포지션은 미드필더였다.